# Saison 2011 de l'équipe cycliste HTC-Highroad Women
La Saison 2011 de l'équipe HTC-Highroad Women est la neuvième de l'équipe si on considère que la structure remonte à la T-Mobile de 2003. Le recrutement est marqué par l'arrivée de deux Américaines : Amber Neben et Amanda Miller, ainsi que de Charlotte Becker, championne d'Allemagne en titre. Au niveau des résultats, Teutenberg remporte deux manches de la coupe du monde que l'équipe termine à la deuxième place. Arndt termine quatrième du classement final de cette épreuve, Teutenberg cinquième. Au classement UCI, Arndt prend la troisième place, Teutenberg la quatrième, tandis que l'équipe termine seconde. La première devient également championne du monde du contre-la-montre, tandis que la seconde obtient la médaille de bronze sur l'épreuve en ligne. Les trois victoires successives de l'équipe en contre-la-montre par équipe, notamment en coupe du monde, démontre la suprématie dans ce domaine du collectif.

## Préparation de la saison

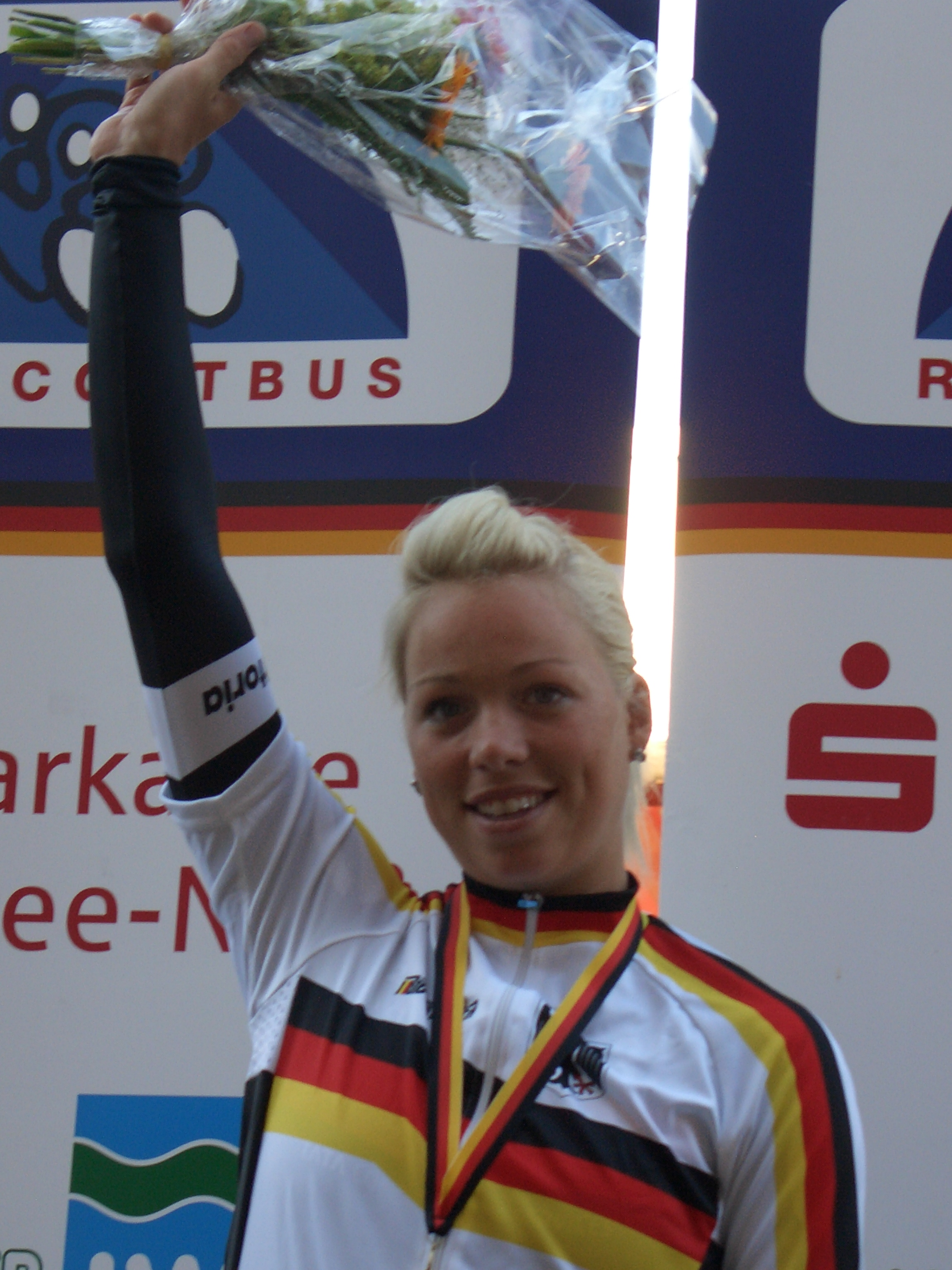
Charlotte Becker rejoint l'équipe en 2011

### Sponsors et financement de l'équipe
L'équipe est sponsorisée par le fabricant de téléphone portable HTC.
Le fabricant de cycles Specialized fournit les vélos et les casques pour 2011. Pour les courses sur route le modèle utilisé est l'Amira, pour celles contre-la-montre le Shiv TT .

### Arrivées et départs
Le camp d'entraînement a lieu à Majorque comme les années précédentes. L'équipement de l'équipe est présentée en Californie en décembre.
Ronny Lauke affirme que l'équipe veut se renforcer pour les classiques et les contre-la-montre.
L'équipe recrute deux Américaines : Amber Neben et Amanda Miller. La première est expérimentée et a déjà fait partie de l'équipe T-Mobile de 2003 à 2004. Elle a remporté à deux reprises le Tour de l'Aude.
Charlotte Becker rejoint l'équipe depuis la défunte équipe Cervélo. Elle est championne d'Allemagne sur route en titre, seconde du contre-la-montre, vainqueur de la manche de coupe du monde à Valladolid ainsi que 4e du classement final de cette même compétition. Par ailleurs, la jeune Sud-Africaine Carla Swart intègre l'équipe, elle a obtenu de nombreux titres universitaires aux États-Unis. Cette dernière est frappée par le destin et décède le 19 janvier renversée par un camion alors qu'elle s'entraîne. La britannique Katie Colclough, spécialiste de la piste, fait également partie de l'équipe.
Au niveau des départs, Noemi Cantele rejoint l'équipe Cervélo. Kimberly Anderson, membre de l'équipe depuis 2006, prend sa retraite. Luise Keller prend la même décision à 26 ans. Linda Villumsen rejoint l'équipe AA Drink.
| Arrivée          | Équipe 2010                     |
| ---------------- | ------------------------------- |
| Charlotte Becker | Cervélo Test                    |
| Katie Colclough  |                                 |
| Amanda Miller    | Tibco - To the Top              |
| Amber Neben      | Équipe nationale des États-Unis |
| Ally Stacher     | Webcor                          |
| Carla Swart      | MTN Energade Ladies Teams       |

| Départ            | Équipe 2011              |
| ----------------- | ------------------------ |
| Kimberly Anderson | retraite[réf. souhaitée] |
| Noemi Cantele     | Cervélo Test             |
| Luise Keller      | retraite                 |
| Linda Villumsen   | AA Drink - Leontien.nl   |

## Coureurs et encadrement technique

### Effectif

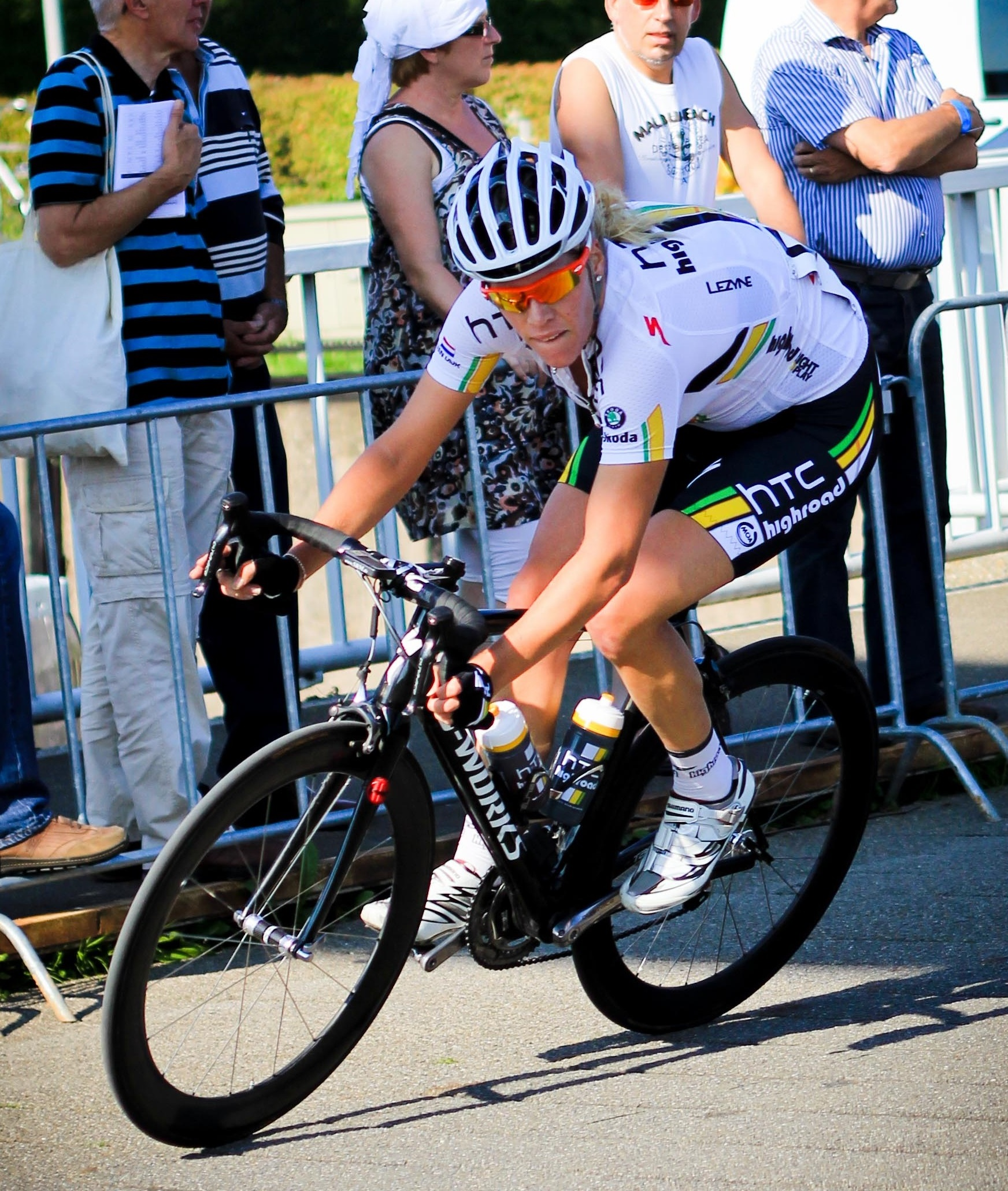
Ellen van Dijk en 2011

| Coureur             | Date de naissance | Nationalité    | Équipe 2010                     |
| ------------------- | ----------------- | -------------- | ------------------------------- |
| Judith Arndt        | 23 juillet 1976   | Allemagne      | HTC-Columbia Women              |
| Charlotte Becker    | 19 mai 1983       | Allemagne      | Cervélo Test                    |
| Katie Colclough     | 20 janvier 1990   | Royaume-Uni    |                                 |
| Emilia Fahlin       | 24 octobre 1988   | Suède          | HTC-Columbia Women              |
| Chloe Hosking       | 1er octobre 1990  | Australie      | HTC-Columbia Women              |
| Amanda Miller       | 13 décembre 1986  | États-Unis     | Tibco - To the Top              |
| Amber Neben         | 18 février 1975   | États-Unis     | Équipe nationale des États-Unis |
| Ally Stacher        | 8 juin 1981       | États-Unis     | Webcor Builders                 |
| Evelyn Stevens      | 9 mai 1983        | États-Unis     | HTC-Columbia Women              |
| Carla Swart         | 26 novembre 1987  | Afrique du Sud | MTN Energade Ladies Teams       |
| Ina-Yoko Teutenberg | 28 octobre 1974   | Allemagne      | HTC-Columbia Women              |
| Eleonora van Dijk   | 11 février 1987   | Pays-Bas       | HTC-Columbia Women              |
| Adrie Visser        | 19 octobre 1983   | Pays-Bas       | HTC-Columbia Women              |

### Encadrement
En 2011, l'encadrement est renforcé par l'arrivée de Jens Zemke, auparavant directeur de l'équipe Cervélo Test.
Encadrement : 
- Directeur : Bob Stapleton
- Directeur sportif : Ronny Lauke
- Directeur sportif adjoint : Jens Zemke
- Soigneurs: Arkadiusz Wojtas et Beth Duryea[14]

## Déroulement de la saison

### Janvier - février: courses de préparations
En janvier, Ellen van Dijk rejoint le groupe d'échappées lors de la seconde étape du Tour du Qatar et les vainc au sprint. Elle dédicace sa victoire à sa coéquipière Carla Swart décédée deux semaines auparavant. Le lendemain, elle défend sa première place au classement général avec succès, Charlotte Becker est deuxième,.
Au Tour de Nouvelle-Zélande, Judith Arndt, lancée dans le sprint d'un groupe de sept coureuse par Amber Neben, remporte la première étape. Le lendemain, elle règle ses deux compagnons d'échappée Catherine Cheatley et Ruth Corset au sprint pour gagner l'étape. Lors de la troisième étape Ina-Yoko Teutenberg s'impose dans l'emballage final. La dernière étape est marquée par de nombreuses attaques, mais Arndt parvient à garder le contrôle et remporte donc le classement général final. Lors du criterium final, Amanda Miller s'impose en solitaire.

### Mars - avril: classiques
Au Trofeo Alfredo Binda-Comune di Cittiglio, Emma Pooley gagne nettement détachée. Judith Arndt prend la septième place du groupe de poursuite. Lors du Tour des Flandres, Arndt prend la cinquième place, soit troisième du groupe de poursuite derrière Annemiek van Vleuten et Tatiana Antoshina. Ina-Yoko Teutenberg règle le troisième groupe et termine treizième.
Aux États-Unis, Amber Neben remporte le prologue de la Redlands Bicycle Classic, tandis qu'Evelyn Stevens en est deuxième. Finalement, Amber Neben remporte le classement général de la course, Evelyn Stevens est troisième,.
Au Energiewacht Tour, Ina Teutenberg est deuxième de la première étape derrière Marianne Vos, mais s'impose le lendemain prenant du même coup le maillot de leader du classement général. Dans la troisième étape, un groupe de onze comprenant les favorites de l'épreuve s'échappe au vingt cinquième kilomètre avec parmi elle Teutenberg et Adrie Visser. Cette dernière s'échappe à dix kilomètres du but avec Loes Gunnewijk et Olga Zabelinskaïa puis gagne au sprint. Elle prend également la tête du classement général. La dernière étape se termine par un emballage massif où les membres de l'équipe ne prennent pas part. Visser prend la victoire finale.
Mi-avril, le Tour de Drenthe se termine de manière inhabituelle au sprint, Teutenberg prend la quatrième place derrière Marianne Vos, Kirsten Wild et Giorgia Bronzini. Le 17, Ina-Yoko Teutenberg remporte le Ronde van Gelderland au sprint. Lors de la Flèche wallonne, Evelyn Stevens est la première à parvenir à s'échapper après la côte de Bohissau. Elle compte jusqu'à une minute et quinze secondes d'avances mais est finalement par un groupe de poursuite d'une vingtaine d'unités. Dans la montée finale, Judith Arndt termine à la troisième place, soit son cinquième podium sur la course. Le 23, Charlotte Becker termine deuxième du circuit de Borsele au sprint. Le 24 avril, Amber Neben s'impose dans le Grand Prix de la ville de Roulers en s'échappant à vingt kilomètres de la ligne. Adrie Visser est troisième.

### Mai-juin: Chine puis préparation au Giro

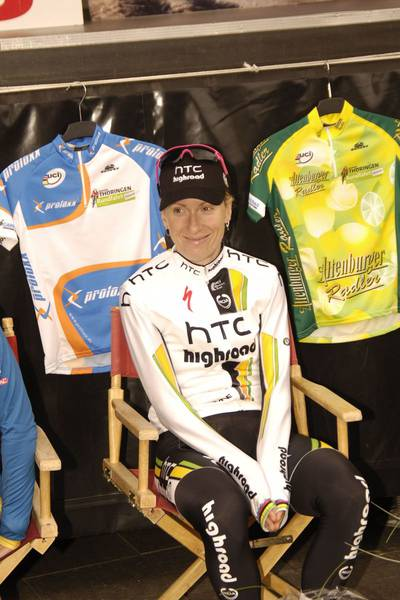
Judith Arndt durant le Tour de Thuringe

Le Tour de l'île de Chongming comporte trois étapes et est directement suivi par une manche de coupe du monde éponyme. Lors de la course par étape, Teutenberg est deuxième du premier sprint massif derrière Elizabeth Armitstead. Ina remporte la seconde étape devant un groupe de 15 coureuses où l'équipe est surreprésentée. Charlotte Becker prend la troisième place. Sur la dernière étape, Teutenberg décide de se mettre au service de Chloe Hosking. Celle-ci remporte l'étape, Ina est seconde, Ellen van Dijk quatrième. Le classement général est donc logiquement remporté par l'Allemande. Le dimanche, elle remporte une nouvelle fois la manche de coupe du monde du Tour de l'île de Chongming au sprint. Elle récupère à cette occasion le maillot de leader de la coupe du monde. L'équipe a contrôlé la course de manière à avoir un sprint massif, Teutenberg de ses propres dires n'a eu qu'à sprinter dans les cent derniers mètres. Charlotte Becker prend la troisième place.
En juin, sur le GP de la Ville de Valladolid, Judith Arndt suit la bonne échappée dans le final et prend la quatrième place du sprint final. Elle enchaîne avec Durango-Durango Emakumeen Saria, où elle termine troisième du sprint. À l'Emakumeen Bira, Ina-Yoko Teutenberg est deuxième du sprint de la première étape. Judith Arndt est troisième de la deuxième étape légèrement décrochée des deux premières. Dans le contre-la-montre en côte, elle est de nouveau troisième, puis quatrième de l'étape 3b. Elle est enfin deuxième de la dernière étape ce qui lui permet d'être troisième du classement général derrière Marianne Vos et Emma Johansson.
Ensuite, pour le Tour du Trentin, Ina-Yoko Teutenberg remporte la seconde étape devant sa coéquipière Adrie Visser. Sur la deuxième étape, à la faveur d'une ascension, Judith Arndt s'isole une première fois avec Emma Johansson, Tatiana Guderzo et Rossella Callovi. Par la suite, Emma Pooley revient de l'arrière et attaque. Elle est reprise par Guderzo et Arndt. Cette dernière place une attaque dans les derniers mètres de l'épreuve pour s'imposer et prendre la tête du classement général. Enfin, lors de la dernière étape, Teutenberg emmène au sprint Arndt qui termine à la seconde place derrière Johansson, elle s'impose également sur le classement général final. Elle se dit très satisfaite de sa prestation en vue du Tour d'Italie.
Sur les championnats nationaux, Judith Arndt gagne en Allemagne en contre-la-montre pour la huitième fois, tandis qu'Ina Teutenberg s'impose sur la route devant la même Arndt. Teutenberg a attaqué au bout de trois tours avant de se faire rejoindre par sa coéquipière, ensemble elles bouclent le reste de la course et termine avec quasiment cinq minutes d'avance sur leurs poursuivantes. En Suède, Emilia Fahlin gagne le contre-la-montre avec quarante secondes d'avance sur Emma Johansson. Aux États-Unis, Evelyn Stevens remporte l'épreuve chronométrée deux secondes devant sa coéquipière Amber Neben.

### Juillet: Tour d'Italie et Tour de Thuringe

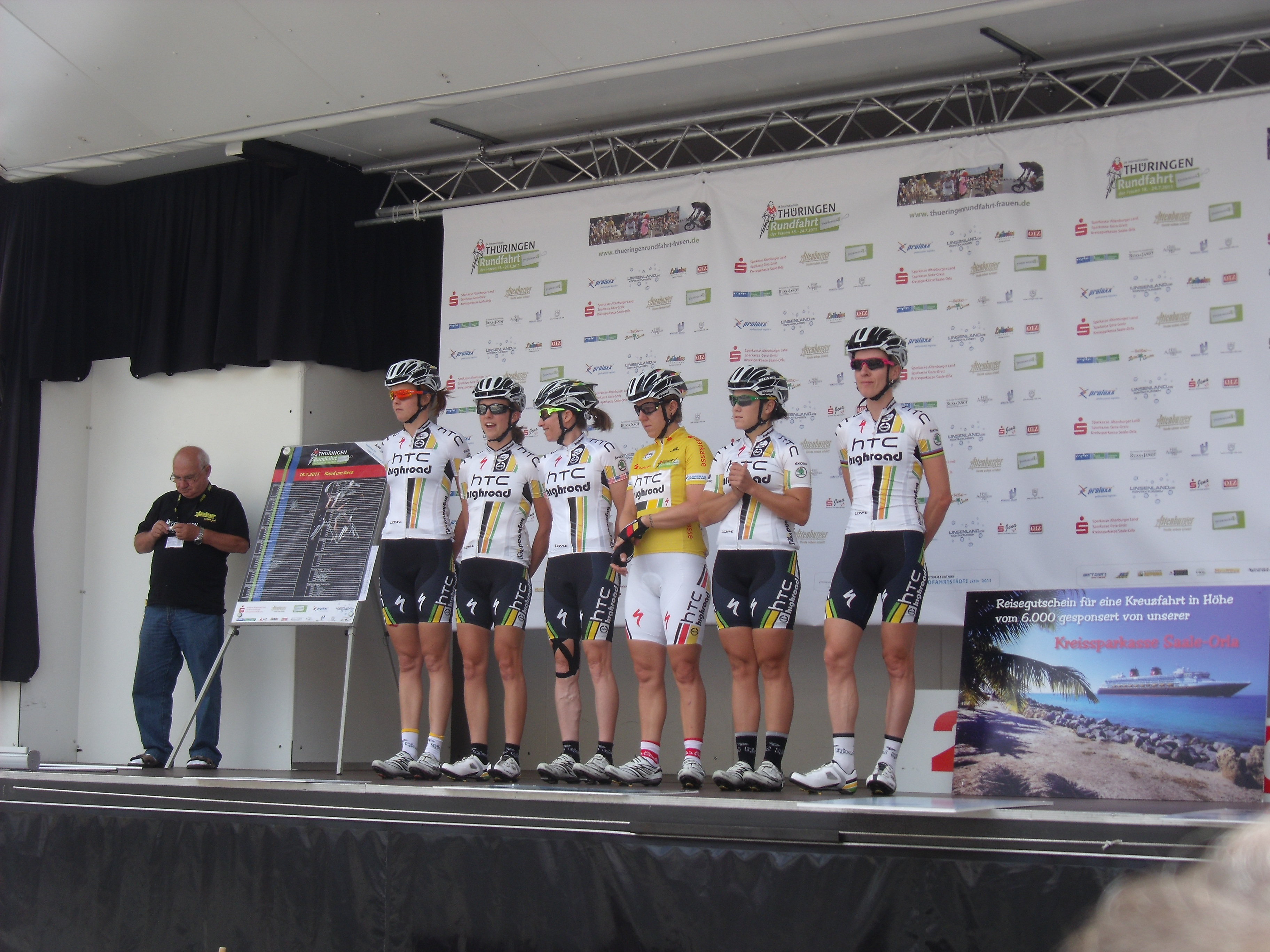
Équipe au Tour de Thuringe.

Début juillet, l'équipe arrive avec de grandes ambitions sur le Tour d'Italie. Sur la première étape, Ina Teutenberg prend la deuxième place derrière Marianne Vos. Lors de la deuxième étape, Teutenberg termine septième à plus d'une minute de la vainqueur du jour Shara Gillow, Judith Arndt perd plus de trois minutes. Sur la troisième étape remportée par Marianne Vos avec dix-huit secondes d'avance sur Emma Pooley, mais surtout avec trois minutes d'avance sur le groupe de poursuivants, Arndt finit troisième. Elle pointe alors à la huitième place du classement général. Teutenberg remporte la quatrième étape au sprint. Teutenberg termine deuxième du sprint de l'étape suivante, mais Nicole Cooke a anticipé l'emballage final et remporté l'étape. Elle récidive à la troisième place le lendemain, le classement général reste inchangé. La septième étape monte le redouté Mortirolo. Judith Arndt prend la quatrième place à un peu plus d'une minute de la vainqueur du jour et maillot rose Marianne Vos qui devance Emma Pooley. La coureuse de HTC-Highroad fait également une remontée à la même place au classement général. Sur la huitième étape, le scénario de la veille se répète, Emma Pooley gagne cette fois l'étape avec Vos dans sa roue, Arnt est quatrième. La neuvième étape est remportée par Vos suivie par Pooley, Arndt est troisième. La dernière étape est un contre-la-montre. Ina Teutenberg remporte l'étape, Judith Arndt est quatrième, Ellen van Dijk cinquième. Au classement général, Arndt monte sur la troisième marche du podium.
Le Tour de Thuringe a lieu fin juillet. L'équipe s'impose sur le prologue par équipe, long de 3,4 km. Sur la première étape en ligne, Teutenberg remporte la victoire au sprint et prend donc la tête du classement général. Sur la seconde étape, seule Amber Neben est dans la bonne échappée qui prend plus d'une minute d'avance et dans laquelle Emma Johansson s'impose au sprint. Dans la troisième étape, Adrie Visser prend l'échappée matinale de dix coureuses, qui est rattrapée par six autres dont Amanda Miller. Celle-ci attaque après un virage serré à environ cinq cents mètres de la ligne pour s'imposer avec quelques encablures d'avance sur Elizabeth Armitstead. C'est sa première victoire en Europe. Lors de la quatrième étape, Emma Pooley s'impose en solitaire avec plus d'une minute d'avance sur Judith Arndt. Le contre-la-montre de la cinquième étape est remporté par cette dernière le jour de son anniversaire, Teutenberg est troisième, Neben quatrième. Cette place lui permet de prendre le maillot jaune pour trois seconde sur Johansson. La dernière étape voit Armitstead battre au sprint Arndt, toutes deux échappées à quelques secondes du peloton. Johansson remporte finalement le général avec six secondes d'avance sur Neben, deuxième.

### Fin juillet-Août
Fin juillet, l'équipe remporte le contre-la-montre par équipe de Vårgårda avec plus d'une minute d'avance sur l'équipe AA Drink. Ronny Lauke ne cache pas sa satisfaction. L'équipe est constituée de Arndt, Becker, Neben et Van Dijk,. Sur l'épreuve en ligne, Ellen van Dijk gagne le sprint derrière Annemiek van Vleuten qui gagne légèrement détachée. Ina Teutenberg est quatrième. Début août, sur le Tour de Bochum, Adrie Visser part dans une échappée de six coureuses à cinq kilomètres de l'arrivée et se montre la plus rapide. Evelyn Stevens a auparavant animé la course,.
Le Trophée d'Or permet à Teutenberg d'exploiter sa pointe de vitesse sur la première étape devant Vos et Johansson. L'équipe confirme ensuite sa suprématie sur l'exercice du contre-la-montre par équipe. Dans la troisième étape, Charlotte Becker et Adrie Visser prennent la bonne échappée de dix coureuses. Malgré des attaques de autres concurrentes, l'Allemande parvient à gagner au sprint et prend ainsi la tête du classement général. Toutefois, elle doit laisser son maillot de leader à Tatiana Antoshina sur la quatrième étape remportée par Vos avec plus d'une minute d'avance. Sur la cinquième étape, Ina-Yoko Teutenberg gagne le sprint du peloton derrière une échappée de quatre coureuses. Charlotte Becker est quatrième de la dernière étape, après être revenue seule sur l'échappée, mais ne parvient pas à reprendre assez de temps sur Antoshina. Elle termine donc deuxième,. Au Grand Prix de Plouay, Evelyn Stevens attaque avec Sharon Laws dans le deuxième tour de la course. Elles sont ensuite rejointes par d'autres concurrente dont Judith Arndt. Emma Pooley tente de partir seule mais elle est reprise par le groupe de poursuite. Evelyn Stevens contre alors accompagnée d'Annemiek van Vleuten qui la bat au sprint. Judith Arndt est septième.

### Septembre: Profile Ladies Tour, Tour de Toscane
Sur le Profile Ladies Tour, Ina-Yoko Teutenberg termine deuxième de la première étape derrière Marianne Vos. Le lendemain, Ellen van Dijk remporte l'étape contre-la-montre du Tour pour la troisième année consécutive. Teutenberg prend également la troisième place de la cinquième étape.
Le Tour de l'Ardèche se déroule en parallèle. Emilia Fahlin s'impose sur le prologue, puis sur le contre-la-montre de la deuxième étape. Elle perd cependant treize minute sur Emma Pooley lors de la troisième étape. Lors de l'étape suivante, Evelyn Stevens gagne avec plus de quatre minutes d'avance sur sa coéquipière Amanda Miller. Fahlin remporte l'étape du lendemain et le sur-lendemain. Miller fait de nouveau deuxième ce qui lui donne la quatrième place du classement général.

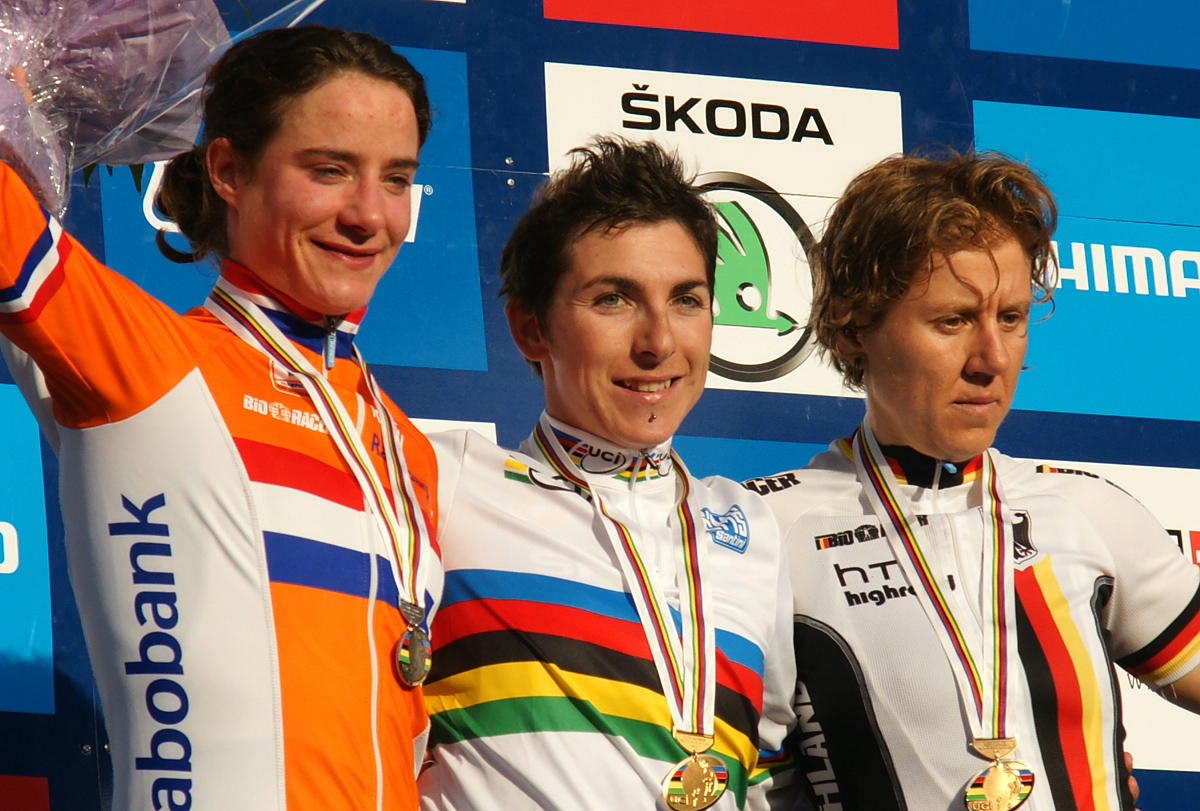
Ina-Yoko Teutenberg sur la troisième marche des championnats du monde

Dans le cadre de la préparation pour le championnat du monde contre-la-montre, Judith Arndt gagne le Chrono champenois devant Amber Neben.
Sur le Tour de Toscane féminin-Mémorial Michela Fanini, l'équipe confirme sa domination sur le contre-la-montre par équipe. La composition est alors : Stacher Arndt, Miller, Hosking, Colclough, Teutenberg et Becker. Chaque membre de l'équipe a ainsi une victoire à son palmarès durant la saison,. Sur la deuxième étape, Ina-Yoko Teutenberg gagne le sprint et prend ainsi la première place du classement général. Lors de l'étape suivante, cette dernière assure un train élevé dans la dernière ascension, ce qui permet à Arndt de se détacher dans les ultimes kilomètres et de lever les bras. Teutenberg gagne de nouveau le lendemain matin au sprint, Arndt l'après-midi dans le chrono, ce qui fait cinq victoires de rang pour l'équipe. Malgré Tout Megan Guarnier a pris la tête du général dans la quatrième étape où Teutenberg se retire de la course. La cinquième étape voit également l'abandon d'Arndt. Finalement, Charlotte Becker remporte l'ultime étape destinée aux sprinteurs,.

### Championnats du monde
En fin de saison, Judith Arndt gagne, enfin, à 35 ans le titre de champion du monde contre-la-montre, tandis qu'Evelyn Stevens  prend la deuxième place, Ellen Van Dijk la cinquième, Ina Teutenberg la sixième et Amber Neben la septième[réf. souhaitée]. Cette dernière obtient aussi la médaille de bronze de l'épreuve en ligne au sprint. Chloe Hosking est 6e.

### Octobre: Chrono des nations
Pour la clôture de la saison, Amber Neben remporte le Chrono des Nations.

## Bilan de la saison

### Victoires
| Date            | Pays             | Course                                                       | Cat. | Vainqueur           |
| --------------- | ---------------- | ------------------------------------------------------------ | ---- | ------------------- |
| 3 février       | Qatar            | 2e étape Tour du Qatar                                       | 2.1  | Ellen van Dijk      |
| 4 février       | Qatar            | Classement général du Tour du Qatar                          | 2.1  | Ellen van Dijk      |
| 4 février       | Qatar            | Classement à points du Tour du Qatar                         | 2.1  | Ellen van Dijk      |
| 23 février      | Nouvelle-Zélande | 1re étape du Tour de Nouvelle-Zélande                        | 2.2  | Judith Arndt        |
| 24 février      | Nouvelle-Zélande | 2e étape du Tour de Nouvelle-Zélande                         | 2.2  | Judith Arndt        |
| 25 février      | Nouvelle-Zélande | 3e étape du Tour de Nouvelle-Zélande                         | 2.2  | Ina-Yoko Teutenberg |
| 27 février      | Nouvelle-Zélande | 5e étape du Tour de Nouvelle-Zélande                         | 2.2  | Amanda Miller       |
| 27 février      | Nouvelle-Zélande | Classement général du Tour de Nouvelle-Zélande               | 2.2  | Judith Arndt        |
| 8 avril         | Pays-Bas         | 2e étape du Energiewacht Tour                                | 2.2  | Ina-Yoko Teutenberg |
| 9 avril         | Pays-Bas         | 3e étape du Energiewacht Tour                                | 2.2  | Adrie Visser        |
| 10 avril        | Pays-Bas         | Classement général du Energiewacht Tour                      | 2.2  | Adrie Visser        |
| 17 avril        | Pays-Bas         | Ronde van Gelderland                                         | 1.2  | Ina-Yoko Teutenberg |
| 24 avril        | Belgique         | Grand Prix de la ville de Roulers                            | 1.1  | Amber Neben         |
| 12 mai          | Chine            | 2e étape du Tour de l'île de Chongming                       | 2.1  | Ina-Yoko Teutenberg |
| 13 mai          | Chine            | 3e étape du Tour de l'île de Chongming                       | 2.1  | Chloe Hosking       |
| 13 mai          | Chine            | Classement à points du Tour de l'île de Chongming            | 2.1  | Ina-Yoko Teutenberg |
| 13 mai          | Chine            | Classement général du Tour de l'île de Chongming             | 2.1  | Ina-Yoko Teutenberg |
| 15 mai          | Chine            | Coupe du monde, Tour de l'île de Chongming                   | CDM  | Ina-Yoko Teutenberg |
| 17 juin         | Italie           | 1re étape du Tour du Trentin international féminin           | 2.1  | Ina-Yoko Teutenberg |
| 18 juin         | Italie           | 2e étape du Tour du Trentin international féminin            | 2.1  | Judith Arndt        |
| 18 juin         | Italie           | Classement général du Tour du Trentin international féminin  | 2.1  | Judith Arndt        |
| 4 et 10 juillet | Italie           | 4e étape du Tour d'Italie féminin                            | 2.1  | Ina-Yoko Teutenberg |
| 4 et 10 juillet | Italie           | 10e étape du Tour d'Italie féminin                           | 2.1  | Ina-Yoko Teutenberg |
| 18 juillet      | Allemagne        | 1re étape du Tour de Thuringe                                | 2.1  | HTC-Highroad Women  |
| 19 juillet      | Allemagne        | 2e étape du Tour de Thuringe                                 | 2.1  | Ina-Yoko Teutenberg |
| 21 juillet      | Allemagne        | 4e étape du Tour de Thuringe                                 | 2.1  | Amanda Miller       |
| 23 juillet      | Allemagne        | 6e étape du Tour de Thuringe                                 | 2.1  | Judith Arndt        |
| 29 juillet      | Suède            | Contre-la-montre par équipes de Vårgårda                     | CDM  | HTC-Highroad Women  |
| 31 juillet      | Allemagne        | Tour de Bochum                                               | 1.1  | Adrie Visser        |
| 20 août         | France           | 1re étape du Trophée d'Or féminin                            | 2.2  | Ina-Yoko Teutenberg |
| 21 août         | France           | 2e étape du Trophée d'Or féminin                             | 2.2  | HTC-Highroad Women  |
| 21 août         | France           | 3e étape du Trophée d'Or féminin                             | 2.2  | Charlotte Becker    |
| 4 septembre     | Italie           | Mémorial Davide Fardelli                                     | 1.2  | Judith Arndt        |
| 7 septembre     | Pays-Bas         | 2e étape du Holland Ladies Tour                              | 2.2  | Ellen van Dijk      |
| 7 septembre     | France           | 2e étape du Tour de l'Ardèche                                | 2.2  | Emilia Fahlin       |
| 8 septembre     | France           | 4e étape du Tour de l'Ardèche                                | 2.2  | Evelyn Stevens      |
| 9 septembre     | France           | 5e étape du Tour de l'Ardèche                                | 2.2  | Emilia Fahlin       |
| 10 septembre    | France           | 6e étape du Tour de l'Ardèche                                | 2.2  | Emilia Fahlin       |
| 11 septembre    | France           | Chrono champenois                                            | 1.1  | Judith Arndt        |
| 13 septembre    | Italie           | 1re étape du Tour de Toscane féminin-Mémorial Michela Fanini | 2.1  | HTC-Highroad Women  |
| 14 septembre    | Italie           | 2e étape du Tour de Toscane féminin-Mémorial Michela Fanini  | 2.1  | Ina-Yoko Teutenberg |
| 16 septembre    | Italie           | 4a étape du Tour de Toscane féminin-Mémorial Michela Fanini  | 2.1  | Ina-Yoko Teutenberg |
| 15 septembre    | Italie           | 3e étape du Tour de Toscane féminin-Mémorial Michela Fanini  | 2.1  | Judith Arndt        |
| 16 septembre    | Italie           | 4b étape du Tour de Toscane féminin-Mémorial Michela Fanini  | 2.1  | Judith Arndt        |
| 18 septembre    | Italie           | 6e étape du Tour de Toscane féminin-Mémorial Michela Fanini  | 2.1  | Charlotte Becker    |
| 16 octobre      | France           | Chrono des Nations                                           | 1.1  | Amber Neben         |

| Date         | Pays                                           | Course | Vainqueur           |
| ------------ | ---------------------------------------------- | ------ | ------------------- |
| 23 juin      | Championnat des États-Unis du contre-la-montre |        | Evelyn Stevens      |
| 22 juin      | Championnat de Suède contre-la-montre          |        | Emilia Fahlin       |
| 24 juin      | Championnat d'Allemagne contre-la-montre       |        | Judith Arndt        |
| 26 juin      | Championnat d'Allemagne sur route              |        | Ina-Yoko Teutenberg |
| 20 septembre | Championnat du monde contre-la-montre          |        | Judith Arndt        |
| 28 décembre  | Championnat des Pays-Bas de poursuite          |        | Ellen van Dijk      |
| 30 décembre  | Championnat des Pays-Bas de l'américaine       |        | Ellen van Dijk      |

### Résultats sur les courses majeures

#### Coupe du monde
| Date       | # | Course                                   | Meilleure classée   | Classement |
| ---------- | - | ---------------------------------------- | ------------------- | ---------- |
| 27 mars    | 1 | Trofeo Alfredo Binda-Comune di Cittiglio | Judith Arndt        | 7e         |
| 3 avril    | 2 | Tour des Flandres                        | Judith Arndt        | 5e         |
| 16 avril   | 3 | Tour de Drenthe                          | Ina-Yoko Teutenberg | 4e         |
| 20 avril   | 4 | Flèche wallonne                          | Judith Arndt        | 3e         |
| 15 mai     | 5 | Tour of Chongming Island World Cup       | Ina-Yoko Teutenberg | 1re        |
| 5 juin     | 6 | GP de la Ville de Valladolid             | Judith Arndt        | 4e         |
| 29 juillet | 7 | Open de Suède Vårgårda TTT               | HTC-Highroad Women  | 1re        |
| 31 juillet | 8 | Open de Suède Vårgårda                   | Ellen van Dijk      | 2e         |
| 27 août    | 9 | GP de Plouay-Bretagne                    | Evelyn Stevens      | 2e         |

Judith Arndt termine 4e du classement final, Ina Teutenberg 5e, l'équipe 2e.

#### Grand tour
| Grand tour           | Tour d'Italie        |
| -------------------- | -------------------- |
| Coureur (classement) | Judith Arndt(3e)     |
| Accessits            | 2 victoires d'étapes |

### Classement UCI
| Rang | Coureur             | Points |
| ---- | ------------------- | ------ |
| 3    | Judith Arndt        | 951    |
| 4    | Ina-Yoko Teutenberg | 791    |
| 8    | Amber Neben         | 383    |
| 13   | Eleonora van Dijk   | 269    |
| 15   | Charlotte Becker    | 258    |
| 17   | Adrie Visser        | 255    |
| 24   | Chloe Hosking       | 190    |
| 41   | Evelyn Stevens      | 119    |
| 53   | Emilia Fahlin       | 80     |
| 65   | Amanda Miller       | 62     |
| 180  | Katie Colclough     | 12     |

L'équipe est deuxième au classement UCI derrière l'équipe Nederland Bloeit.